# Роланд фон Гесслін
Роланд Ріхард Ернст Бальтазар фон Гесслін (нім. Roland Richard Ernst Balthasar von Hößlin; 21 лютого 1915, Мюнхен — 13 жовтня 1944, Берлін) — німецький офіцер, майор вермахту. Кавалер Лицарського хреста Залізного хреста. Страчений за участь у Липневій змові.

## Біографія
Виходець зі старовинного знатного роду Гесслін. Старший син генерал-майора Губерта фон Гессліна і його дружини Рози Ріст, брат Гартмута фон Гессліна.
В 1934 році поступив на службу фанен-юнкером в 17-й (баврський) кінний полк, розміщений у Бамберзі. В якості ад'ютанта 10-го розвідувального дивізіону брав участь у Польській кампанії. Згодом став інструктором в танковій школі Крапніца. В березні-липні 1941 року - офіцер штабу Африканського корпусу. З 20 серпня 1941 року - командир 3-ї роти 33-го танково-розвідувального дивізіону, з 12 липня 1942 року - керівник дивізіону. У боях з частинами 5-ї індійської дивізії був важко поранений в праву руку і відправлений в берлі, де був прооперований відомим хірургом Фердинандом Зауербрухом. В березні 1943 року познайомився з Клаусом фон Штауффенбергом, який від Гессліна інформацію про бойові дії в Африці. Восени 1943 року проходив командирські курси. В лютому 1944 року Гесслін став командиром військової школи офіцерів таково-розвідувальних частин в Інстербурзі.
В квітня 1944 року Клаус фон Штауффенберг посвятив Гессліна в змову проти Гітлера. На початку червня 1944 року було заплановано, що в разі успішного замаху на Гітлера підконтрольні Гессліну частини підуть маршем на Кенігсберг і візьмуть під контроль резиденцію гауляйтера, телеграфну станцію та інші державні установи. На думку Гессліна, марш на Кенігсберг зайняв би близько 6 годин. 15 липня 1944 року Штауффенберг планував здійснити замах, і Гесслін повів свої частини на Кенігсберг, проте повернув назад, коли замах був відкладений. В подіях 20 липня Гесслін участі не брав, оскільки дізнався про замах доволі пізно — тоді, коли вже було відомо, що Гітлер пережив вибух.
1 серпня Гесслін був переведений в Майнінген і підвищений до майора, однак 23 серпня його заарештували співробітники гестапо і доставили у в'язницю Плетцензее в Берліні, де Гессліна з ганьбою виключили з вермахту. 13 жовтня Народна судова палата на чолі з Роландом Фрайслером засудила Гессліна до страти через повішення. Вирок був виконаний того ж дня.
В прощальному листі до батьків Гесслін писав: «Поштовхом для моїх вчинків був лише обов'язок.»

## Звання
- Фанен-юнкер (1934)
- Лейтенант (1 квітня 1936)
- Обер-лейтенант (1939)
- Гауптман (лютий 1942)
- Майор (1 серпня 1944)

## Нагороди
- Медаль «За вислугу років у Вермахті» 4-го класу (4 роки)
- Залізний хрест 2-го і 1-го класу
- Лицарський хрест Залізного хреста (23 липня 1942)

## Пам'ять

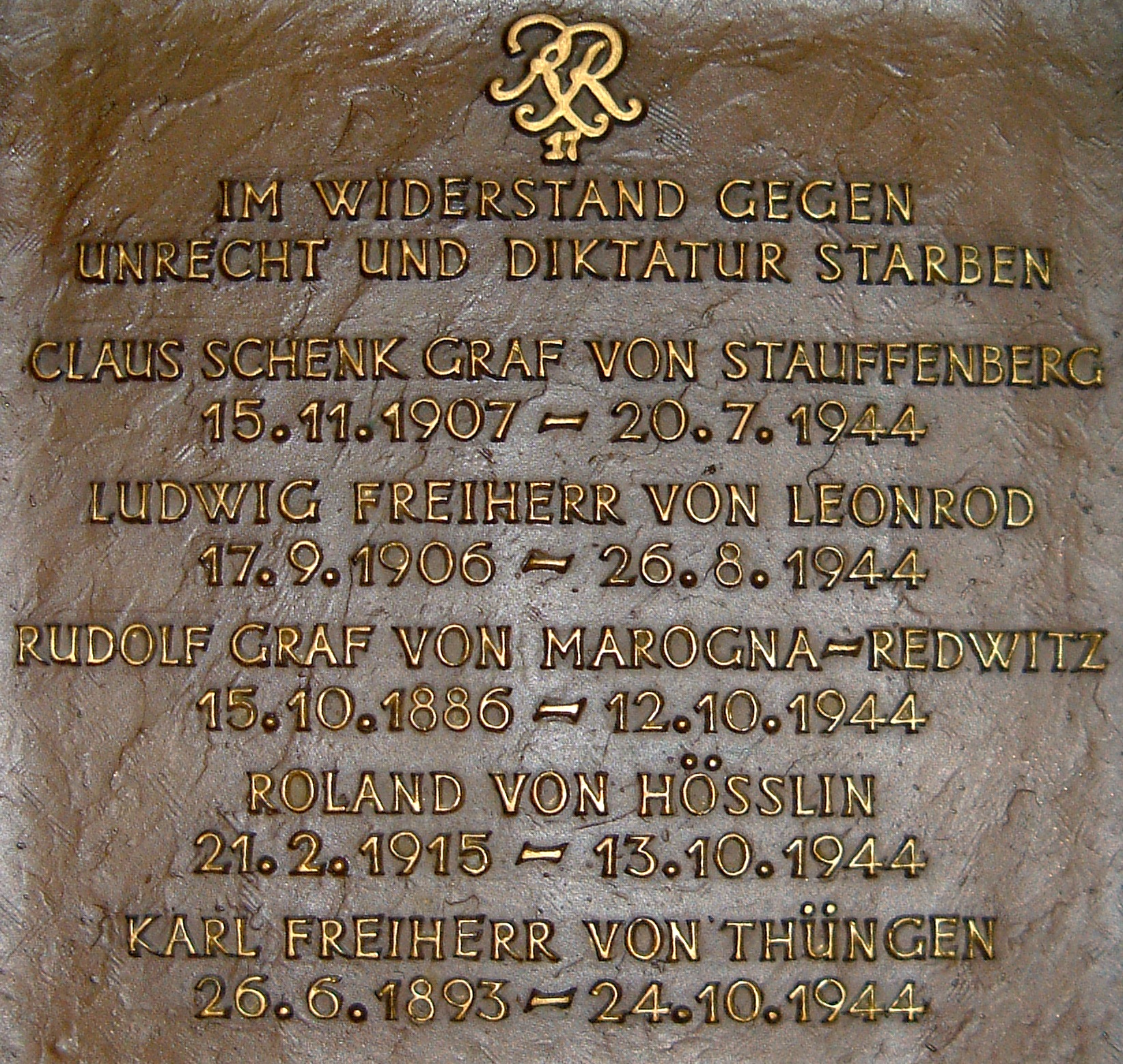
Меморіальна дошка у Бамберзькому соборі.

В Бамберзькому соборі встановлена меморіальна дошка на честь п'яти «Бамберзьких вершників» - колишніх бійців 17-го кінного полку, страчених за участь у Липневій змові: графа Клауса фон Штауффенберга, барона Людвіга фон Леонрода, графа Рудольфа фон Марогна-Редвіца, Роланда фон Гессліна і барона Карла фон Тюнгена.